# Slade Pearce
Slade Austin Pearce (Arlington, 7 ottobre 1995) è un attore statunitense.
Entrato nel settore cinematografico ancora bambino, Pearce ha subito riscosso la simpatia del pubblico e gli apprezzamenti della critica, ottenendo prestissimo una nomination per gli Young Artist Awards nel 2006 e la vittoria per la stessa categoria nel 2008.

## Filmografia

### Cinema
- Sex and the City - cortometraggio (2003)
- I tuoi, i miei e i nostri (Yours, Mine and Ours), regia di Raja Gosnell (2005)
- Air Buddies - Cuccioli alla riscossa (Air Buddies), regia di Robert Vince (2006)
- Miss Marzo (Miss March), regia di Trevor Moore (2009)
- Untitled Sketch Group - cortometraggio (2009)
- Tranced (2009)
- Un nuovo amico per Whitney (The Greening of Whitney Brown), regia di Peter Skillman Odiorne (2011)

### Televisione
- Hope & Faith - serie TV, 1 episodio (2003)
- Crossing Jordan - serie TV, episodio 5x03 (2005)
- Dr. House - Medical Division (House, M.D.) - serie TV, episodio 3x19 (2007)
- October Road - serie TV, 19 episodi (2007-2008)
- Ghost Whisperer - Presenze (Ghost Whisperer) - serie TV, episodio 3x13 (2008)
- Criminal Minds - serie TV, episodio 4x13 (2009)

## Doppiatori italiani
- Manuel Meli in Dr. House - Medical Division, Miss Marzo
- Andrea Pannofino in I tuoi, i miei e i nostri
- Barbara Pitotti in Air Buddies - Cuccioli alla riscossa